# ببرا
شهر ببرا در ایالت هسن در کشور آلمان واقع شده است.

## نگارخانه

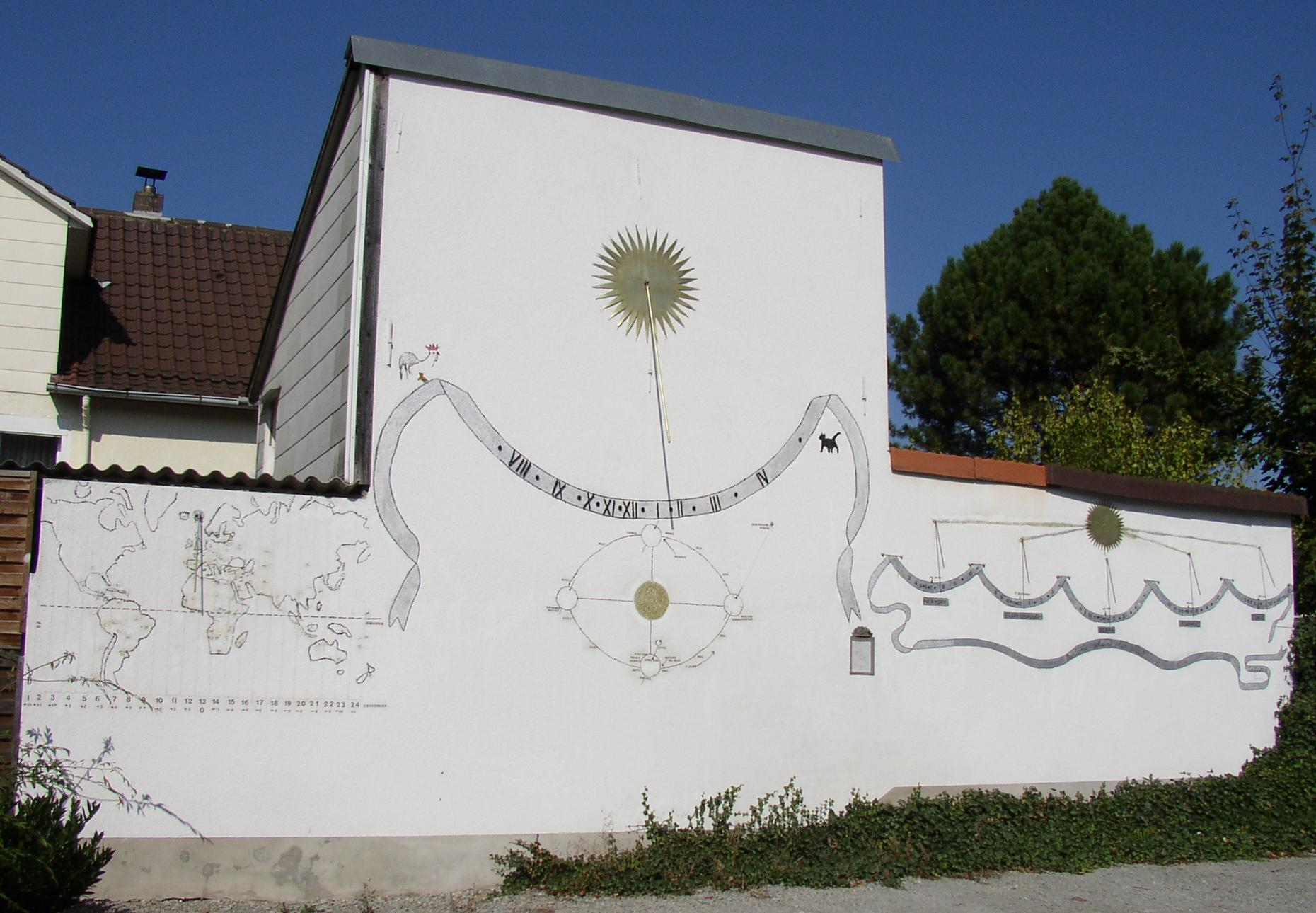
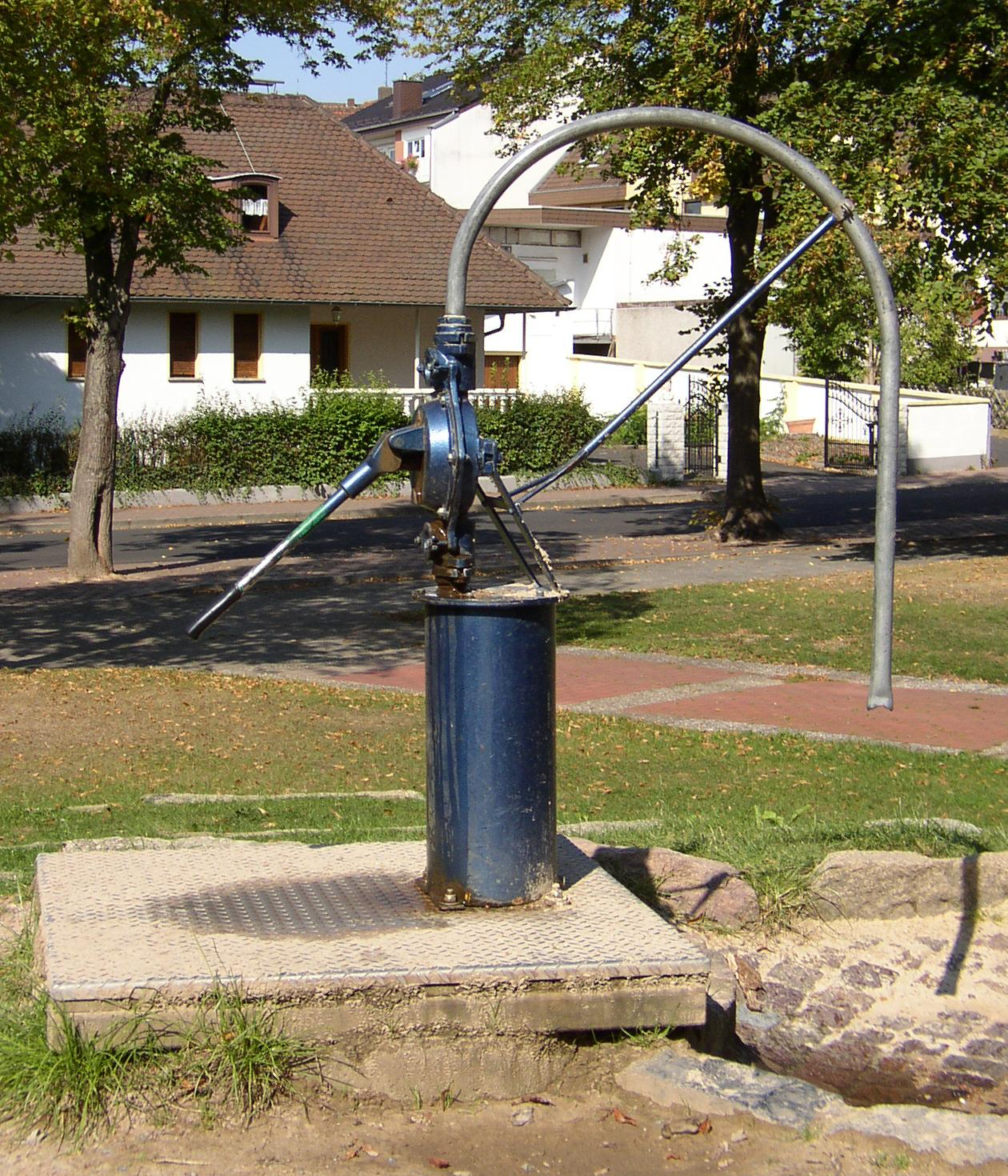
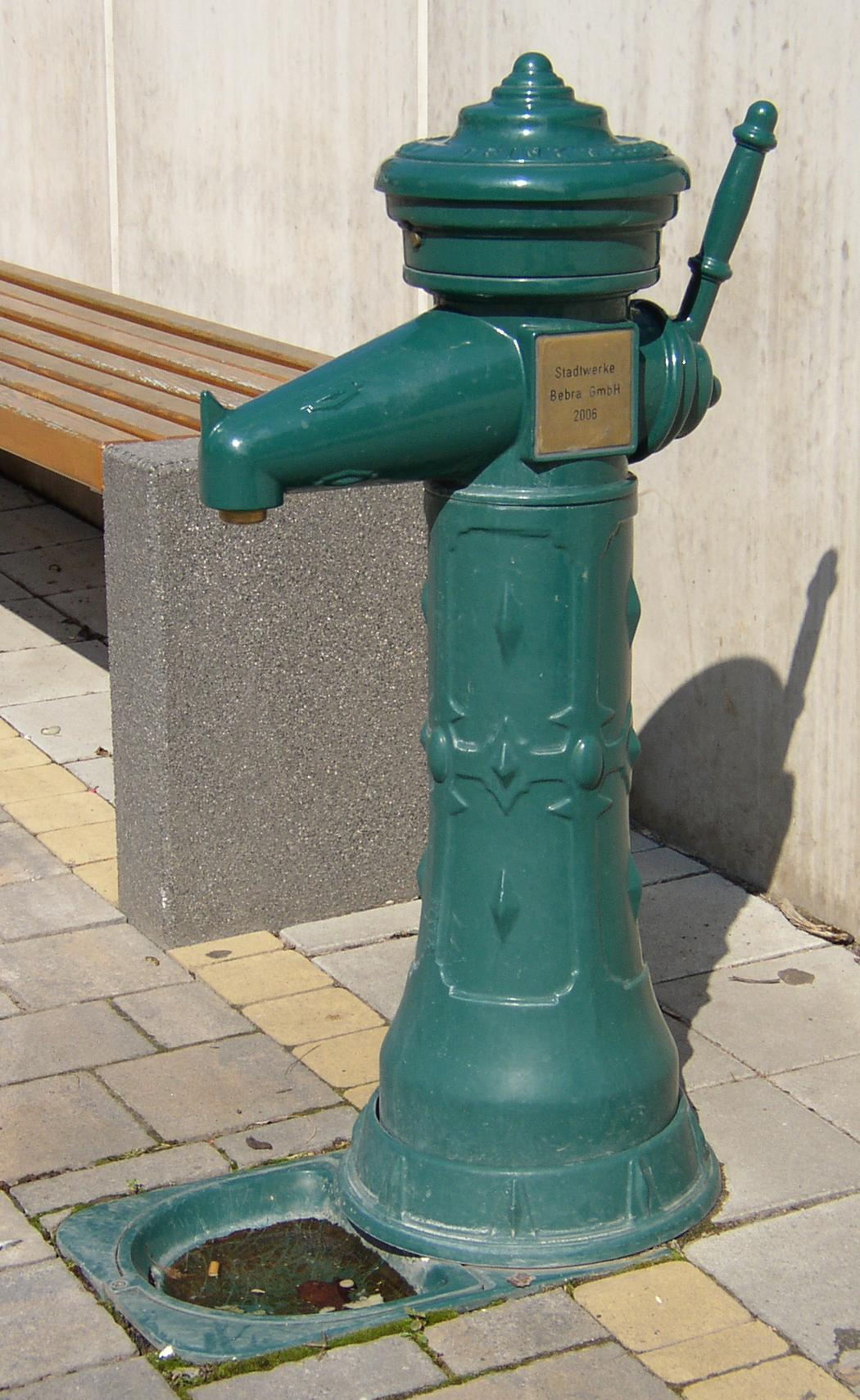